# بقري مطوق
مِجْلَاح تجاكو أو البقري المطوق أو البيكاري المطوق (الاسم العلمي: Pecari tajacu) هو حيوان شبيه بالخنازير يعيش في الأمريكيتين. مع أنه شبيه بالخنازير، إلا أن التصنيف الحديث يضعه ضمن عائلة البيكارية (البيقارية) (البقري الشاكو، والبقري العملاق).

## معرض صور

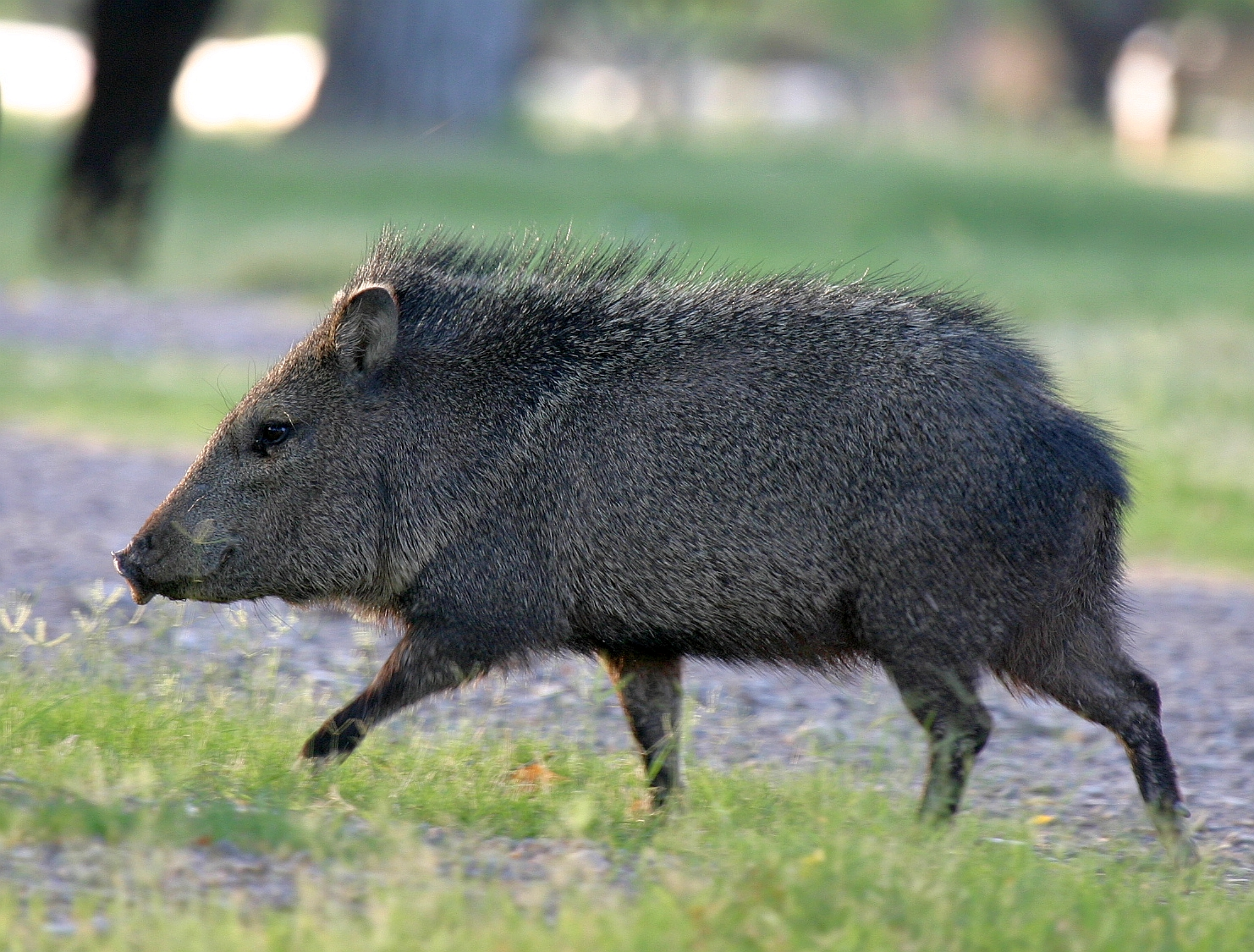
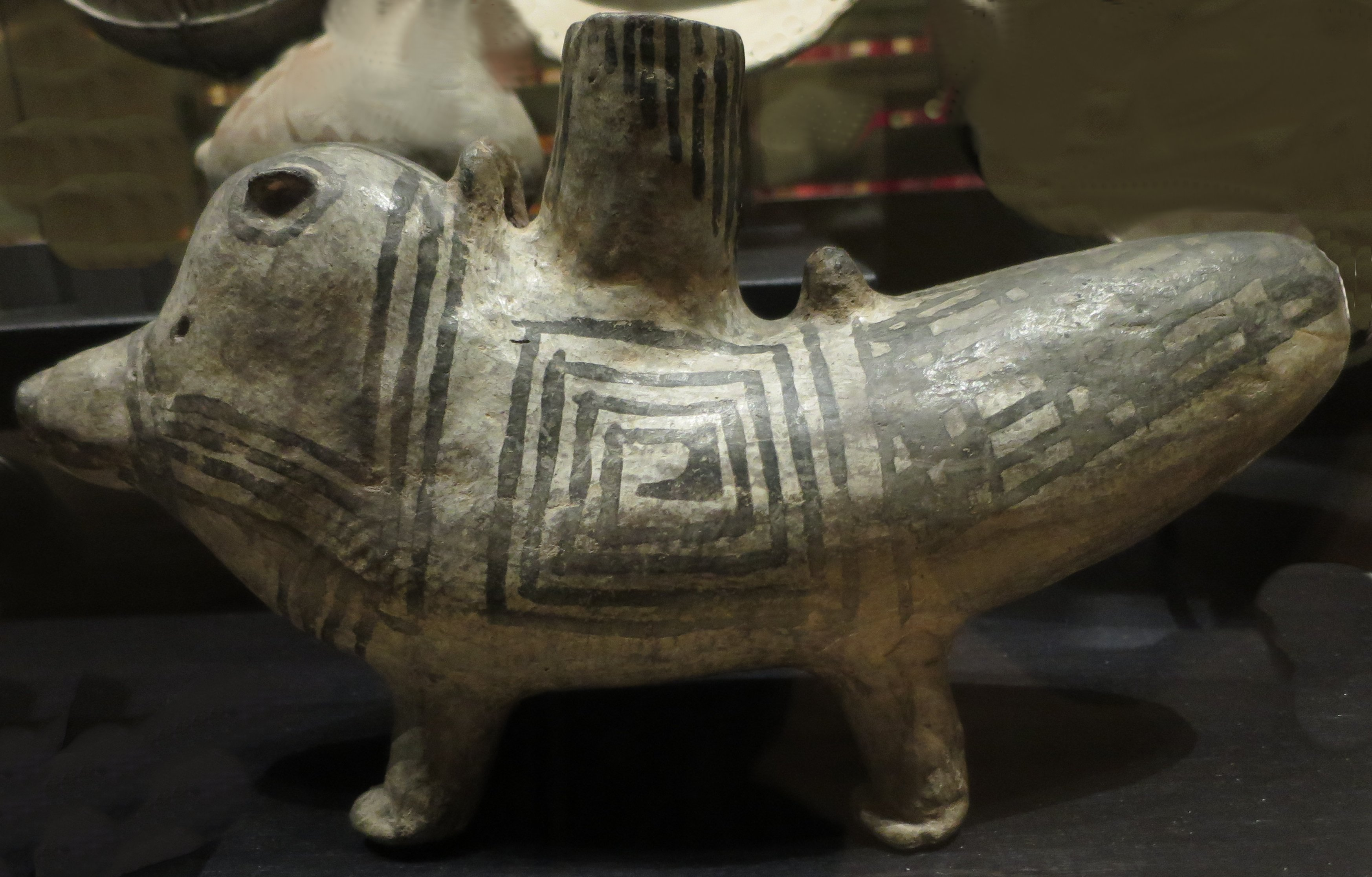
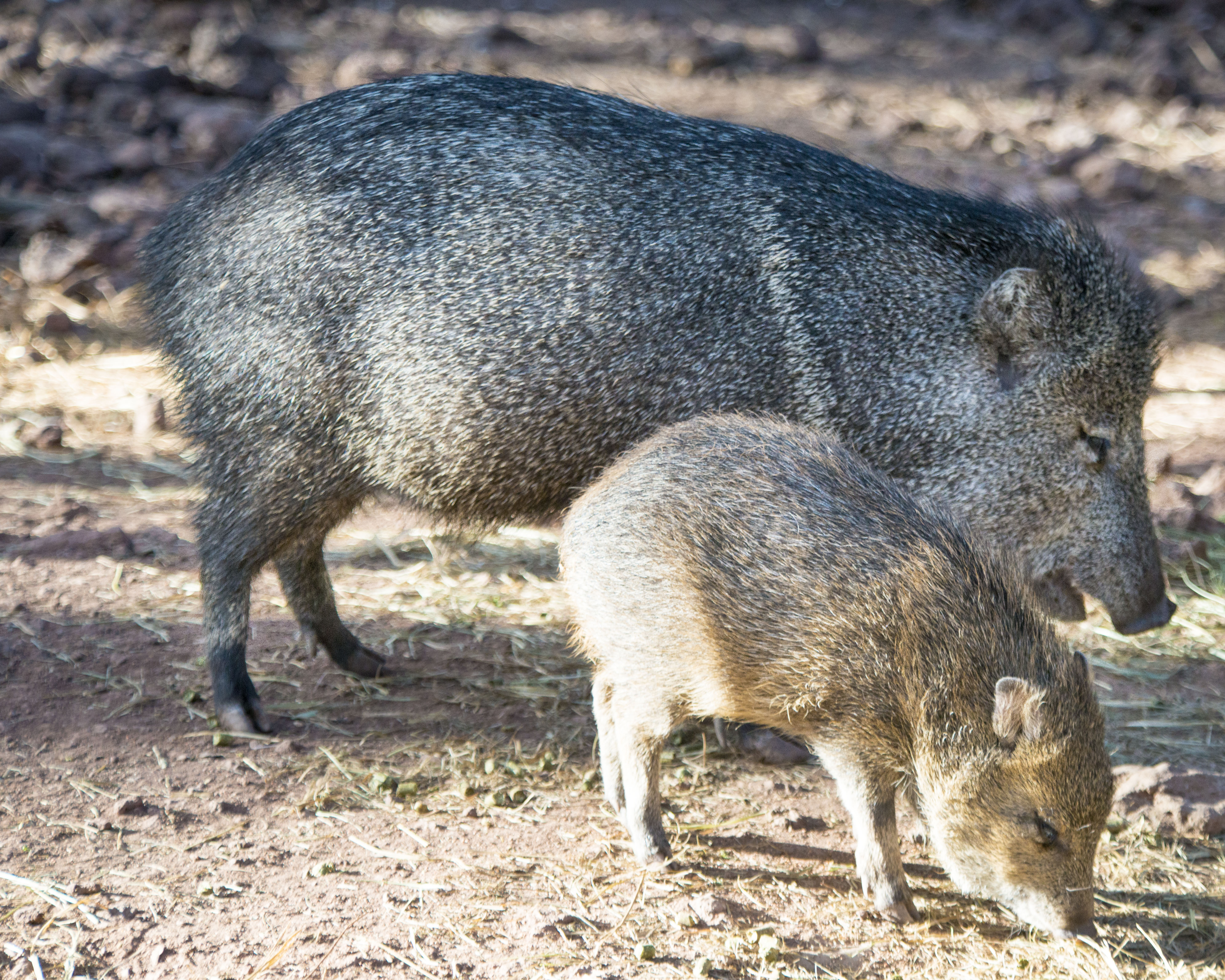